# Agents of Fortune
Agents of Fortune ist das vierte Studioalbum der amerikanischen Rockband Blue Öyster Cult und erschien am 1. Januar 1976. Zusammen mit dem Livealbum Some Enchanted Evening zählt es zu den kommerziell erfolgreichsten Alben der Band. Es erreichte in den Vereinigten Staaten am 26. Oktober 1976 Gold-Status und am 17. Juli 1978 schließlich Platin-Status.

## Titelliste
1. This Ain’t the Summer of Love (A. Bouchard, Murray Krugman, Don Waller) – 2:21
2. True Confessions (Lanier) – 2:57
3. (Don’t Fear) The Reaper (Roeser) – 5:08
4. E.T.I. (Extra Terrestrial Intelligence) (Roeser, Sandy Pearlman) – 3:43
5. The Revenge of Vera Gemini (A. Bouchard, Patti Smith) – 3:52
6. Sinful Love (A. Bouchard, Helen Wheels) – 3:29
7. Tattoo Vampire (A. Bouchard, Wheels) – 2:41
8. Morning Final (Joe Bouchard) – 4:30
9. Tenderloin (Lanier) – 3:40
10. Debbie Denise (A. Bouchard, Smith) – 4:13

2001 wurde das Album mit zusätzlichen Liedern erneut veröffentlicht.
1. Fire of Unknown Origin (Original Version) (Bloom, A. Bouchard, J. Bouchard, Roeser, Smith) – 3:30
2. Sally (Demo) (A. Bouchard) – 2:40
3. (Don’t Fear) The Reaper (Demo) (Roeser) – 6:20
4. Dance the Night Away (Demo) (Lanier, Jim Carroll) – 2:37

## Charts und Rezeption
Agents of Fortune war das erste Blue-Öyster-Cult-Album, das sich in den USA in den Top 30 platzieren konnte. Im Vereinigten Königreich gelang mit Platz 26 die erste Chartplatzierung überhaupt. Die veröffentlichte Single (Don’t Fear) The Reaper stieg in den USA auf Platz 12 und im Vereinigten Königreich bis auf Platz 16. In Kanada erreichte das Album Platz 28 der Charts während die Single (Don’t Fear) The Reaper bis auf Platz 7 stieg.
In Schweden stieg das Album bis auf Platz zehn und hielt sich vier Wochen in den Charts.
Ken Tucker vom Rolling Stone bezeichnete das Album als überraschend gelungen, da man nicht erwarte, dass Blue Öyster Cult so klingen können: laut, wahnsinnig und melodisch, aber gleichzeitig auch ruhig, selbstsicher und rockig. Als einen zentralen und positiven Einfluss identifiziert er die Beteiligung Patti Smiths bei den Liedern Debbie Denise und The Revenge of Vera Gemini. Thom Jurek von Allmusic vergab für Agents of Fortune 4,5 von 5 Sternen. Es sei ein solides und stimmiges Album, jedoch dürfte es auf Fans des bisherigen Sounds erschreckend wirken.